# Ghapama

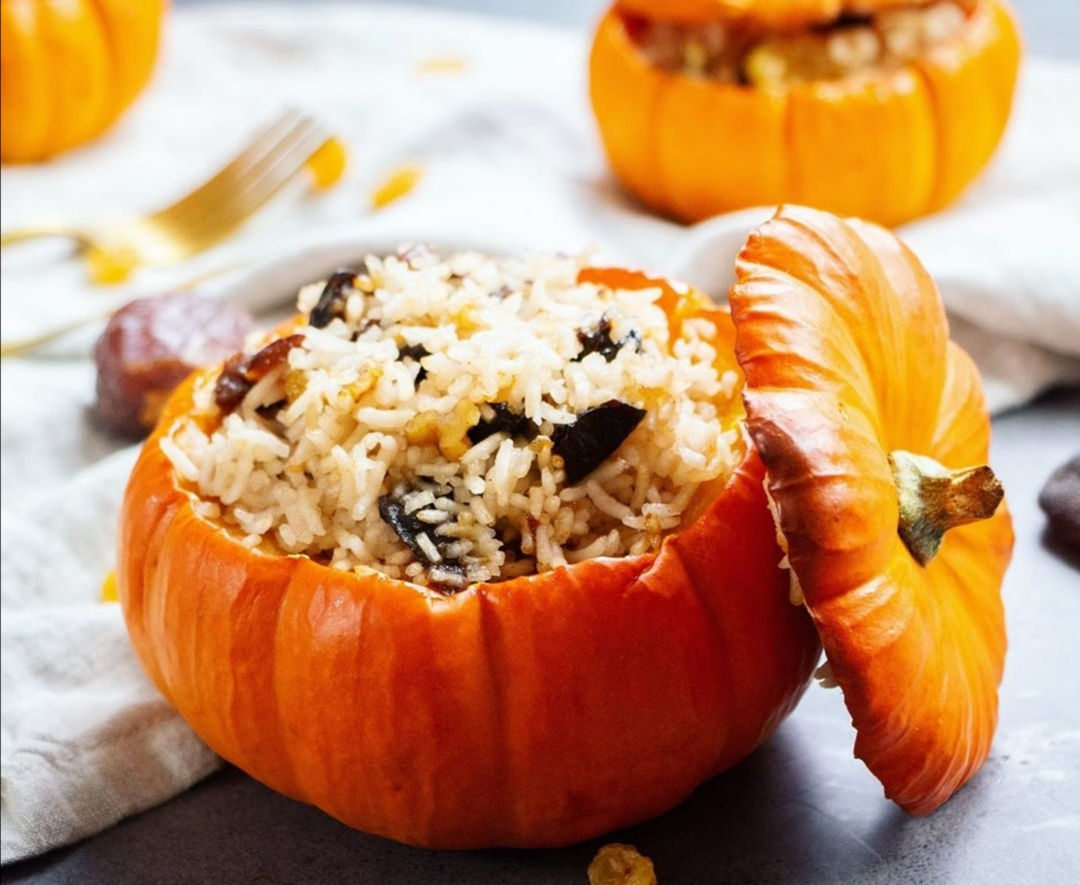
Plato de ghapama, servido sobre la cáscara de una calabaza

Ghapama (armenio: Ղափամա) es un plato típico de la cocina armenia cuyo principal ingrediente es la calabaza preparada en vacaciones de Navidad. Se trata de una sopa de calabaza condimentada con frutas típicas de Armenia.

## Características
Se prepara quitando las partes interiores de la calabaza (conocida como դդում en armenio, pronunciado ddum en armenio oriental y ttum en armenio occidental) y cocinado con arroz hervido así como una variedad de fruta seca y de almendras picadas, manzanas finamente cortadas, cornel, albaricoque (la fruta popular de Armenia), bruños así como pasas. Es muy común el empleo de miel y una mezcla de canela molida o azúcar. La calabaza rellena es colocada en una plancha previamente engrasada, hasta que se ablanda o coccione, es en este instante cuando se le rocea con mantequilla para luego ser servida.

## Costumbres
Existe una canción armenia sobre la comida y que se conoce como: Հէյ Ջան Ղափամա (Hey Jan Ghapama), popularizado como Harout Pamboukjian.